# Walls (singolo)
Walls è un singolo del cantante britannico Louis Tomlinson, pubblicato il 17 gennaio 2020 come quinto estratto dal suo album di debutto, Walls.
Il testo è stato scritto da Tomlinson stesso insieme a Jamie Hartman, Noel Gallagher, Dave Gibson e Jacob Manson.